# Sky Smith
Sky Smith es un personaje de ficción interpretado por la actriz Sinead Michael en la serie británica The Sarah Jane Adventures un spin-off de la longeva serie de ciencia ficción Doctor Who. Sky se convirtió en un personaje regular a comienzos de la última temporada de The Sarah Jane Adventures y se mantuvo hasta el final de la serie.

## Introducción
Sky aparece por primera vez en el primer episodio de la quinta y última temporada cuando fue dejada en la puerta de Sarah Jane Smith (Elisabeth Sladen) siendo solo una bebé. Finalmente se revela que fue creada como un arma biológica por una raza de extraterrestres parecidos a los humanos, en su lucha contra una raza de alienígenas que habitaban en su mismo sistema planetario. 
Apenas unas horas después de su llegada en la vida de Sarah Jane, Sky creció para convertirse en una niña sana de doce años de edad con la apariencia física de una preadolescente, aunque en realidad era una recién nacida. Después de derrotar a los malvados alienígenas, Sarah Jane decide adoptarla como su hija y a su vez, Sky decide quedarse con ella. A lo largo de la serie, Sky lidia con los sentimientos hacía su hermano Luke, del que estaba inicialmente celosa, pero rápidamente aprendió a amarlo como él a ella. A diferencia de Luke, llamaba a Sarah Jane "Mamá".

## Personalidad
Sky posee una Personalidad desafiante y valiente, disfrutando de las bromas de sus amigos y de Sarah Jane, siendo generalmente muy alegre. Después de dejar de ser una bomba biológica, Sky no tenía ningún conocimiento del mundo, en ese sentido se parece a Luke que parece ser un adolescente normal a simple vista, a pesar de ser mucho más joven, algo que Rani observa desde el principio. Debido a su falta de información hace muchas preguntas queriendo saber más sobre la Tierra. 